# シアーバターノキ
シアーバターノキ Vitellaria paradoxa（ シノニムにButyrospermum parkii）はアカテツ科の1属1種の双子葉植物で、常緑の小高木。シアバターの原料となる。ナイジェリアの言語由来のエミエミ（emi-emi）という名称でも呼ばれる。

## 生息地域
アフリカのヴェルデ岬からチャドにかけて広がるサヘル帯にも天然分布しており、この一帯はシアベルトとも呼ばれて16か国以上でシアーバターノキが自生している。まとまった群生が見られるのはギニアからマリ、およびブルキナファソやニジェールだけである。これらの地域は年間降水量が1000ミリメートル以下のためアブラヤシの栽培が不可能で、シアーバターノキは貴重な油脂源となっている。なお、年間降水量が300ミリメートルや1800ミリメートルの地域でも、一部で生息が確認されている。生息域の平均気温は24 - 32℃で、最低、最高はそれぞれ21℃と36℃である。
シアーバターノキは藪などに自生しているが、開けた場所の方が樹高が高くなり果実などの生産性も高まる。標高500から1500メートルのサバンナ地域で生育し、乾いた粘土や砂、砂質粘土などの土壌で育つ。サバナ気候特有の強い乾燥に適応した大きな根系を有する。

## 概要
樹高は約7メートルからまれに25メートルほどまで伸びるが、農地で管理されているものは15から20メートル、樹径は1メートルほどに保たれている。寿命は200年で花を咲かせるまで0から12年、実を付けるまでさらに数年以上を要し、3年に一度実を付ける。葉は互生で薄く、8から10センチメートルと細長く楕円形で、小枝の先に集中している。樹皮は硬くて亀裂が入っており、傷つけると白いラテックスが流出する。幹部は厚いコルク質で覆われて火に強い。一般に枝が多く、樹冠が広く丸くなるものをはじめ、紡錘形など様々な樹形が見られる。
花は黄色っぽいクリーム色で、葉の付け根に単生し、1つの小枝に10から40個が咲く。通常、乾季の12月から4月にかけて開花し、この間は落葉していることも多い。ミツバチなどによって受粉され、開花から100から175日後の5月から9月にかけて果実が熟する。果実は5から8cmの卵形でアボカドに似た形と味をしている。果実はコウモリ、ゾウ、鳥類など様々な生物によって摂食されることで、種子が散布される。果肉の中の種子は鶏卵ほどの大きさで固く、シアナッツと呼ばれる。果実1キログラムから150から300粒ほどの種子が取れ、重量比で約31パーセントにあたる。種子の中の胚はシアカーネルと呼ばれ、加工するとシアバターになり、採油後の滓は飼料となる。

## 生育方法
一般的に種子から発芽させるが、接ぎ木による栄養繁殖で育てることもできる。脂肪種子のため種子は乾燥に弱く、およそ1か月しか活力が保持されない。新鮮な種子の発芽率は高く、地中から主軸が立ち上がる。これは生育地域の野火が原因と見られる。
人為的な栽培では、新鮮な種子を雨季の初めにポリエチレン製ポットなどに植えつけている。およそ40日で75から94パーセントが発芽し、数か月後に露地に植えられる。1ヘクタールあたり30から50本が目安とされる。根が発達しやすいため植え替えは難しいが、直播きの場合はネズミの食害などで発芽後の生存率が低下する。